# Martinskirche (Bernburg)

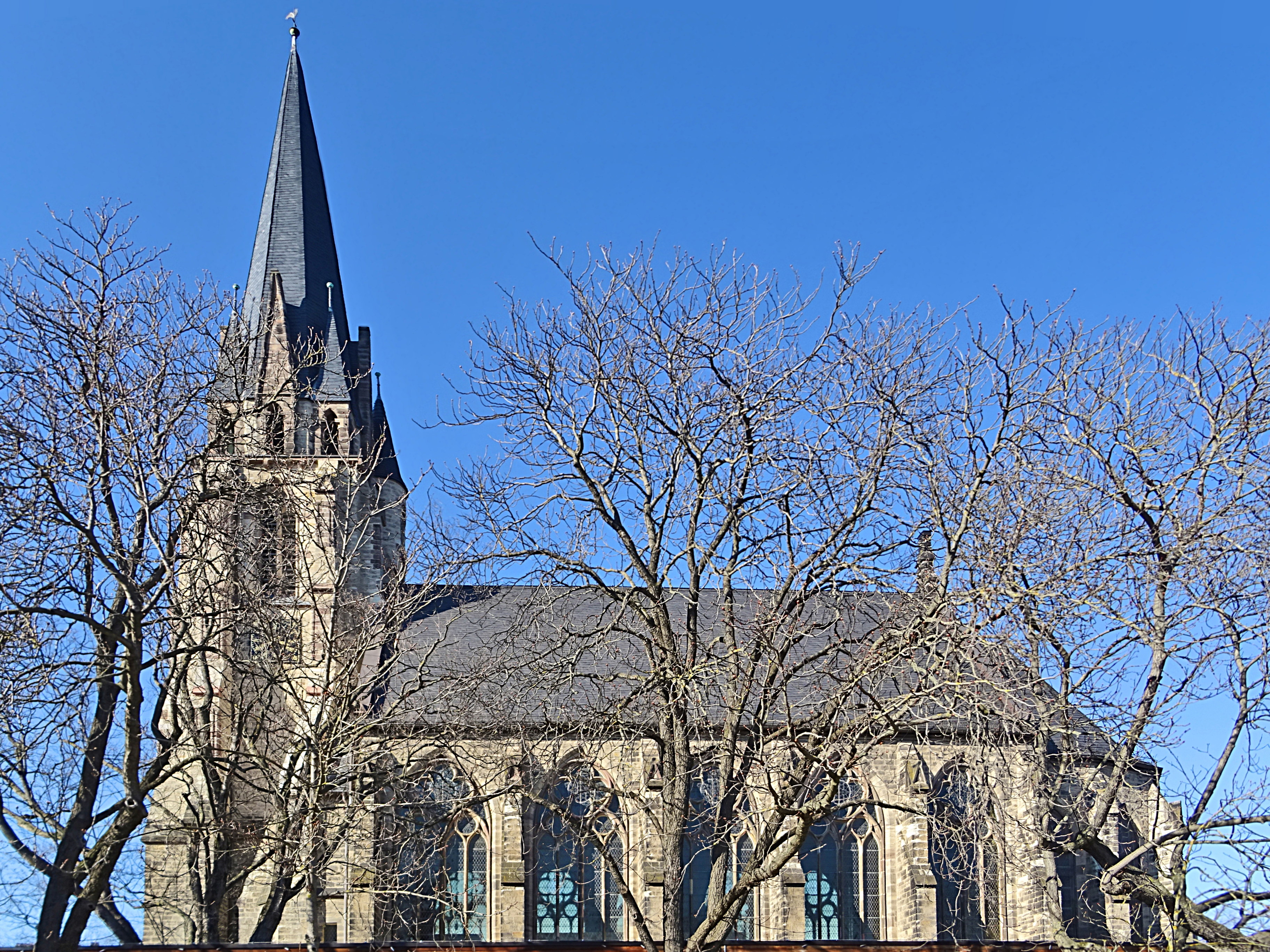
Martinskirche. Sie ist nicht nach dem Heiligen Martin (Martin von Tours), der im 4. Jahrhundert im Römischen Reich lebte, sondern nach Martin Luther benannt.

Die Martinskirche in Bernburg (Saale) ist eine evangelische Kirche der Landeskirche Anhalts. Sie befindet sich im höher gelegenen Stadtteil Bergstadt und wurde 1884–1887 von Conrad Wilhelm Hase und Max Kolde im neugotischen Stil erbaut. Mit ihrem 58 Meter hohen Kirchturm ist sie weithin sichtbar und stadtbildprägend. In jüngster Zeit wurde die Kirche Teil des Kinder- und Gemeindezentrums Martinszentrum, das mit mehreren Architekturpreisen ausgezeichnet wurde.

## Geschichte
Mit dem Bau und der Inbetriebnahme der Solvay-Werke im Jahre 1883 wuchs besonders die Bevölkerung des Stadtteils Bergstadt stark an. Bernburg wurde für kurze Zeit sogar die größte Stadt von Anhalt. Daneben wurde 1886 auch die Franzkaserne (heute Polizeigebäude) vom II. Bataillon des anhaltischen Infanterieregiments Nr. 93 bezogen. Aus diesen Gründen begann man 1884 mit dem Bau der Martinskirche, die am 5. Oktober 1887 eingeweiht werden konnte und nach Martin Luther benannt wurde. Bis 1891 war sie noch eine Filialkirche der Schlosskirche, dann wurde ihre Gemeinde selbständig. Das Pfarrhaus in der Martinsstraße 5 wurde 1896 errichtet, das „Diakonat“ in 4a ist wenige Jahre jünger. Die Rühlmann-Orgel mit 33 Registern und pneumatischer Traktur wurde 1900 fertiggestellt.

### Friedensgebete 1989
Trotz der benachbarten Kreisdienststelle des Ministeriums für Staatssicherheit wurde die Kirche 1989 ein zentraler Ort der Wende in Bernburg. Am 23. Oktober fand hier das erste Friedensgebet statt. Eine Woche später folgte auf das zweite Gebet ein erster Demonstrationszug zum Marx-Engels-Platz. Mit einem Schweigemarsch zum Thälmannplatz wurden die wöchentlichen Demonstrationen am 11. Dezember 1989 beendet.

### 21. Jahrhundert
Seit 2004 wurde das generationsübergreifende „Martinszentrum“ eingerichtet. Die von Gunnar Volkmann entworfenen Bauten dieses Zentrums wurden 2006–07 errichtet und 2008 mit dem 2. Preis des Deutschen Städtebaupreises ausgezeichnet. Neben der Auszeichnung im Architekturpreis des Landes Sachsen-Anhalt 2007 wurden noch weitere Preise vergeben. Im Rahmen des Jubiläums der Reformation fanden zahlreiche Aktivitäten statt.

## Beschreibung
Die Kirche ist ein neugotischer Sandsteinbau, das Dach ist mit Schiefer eingedeckt. Der spitze Westturm ist 58 Meter hoch und erlaubt bei guter Sicht einen Blick bis zum Harz. Die Seitenschiffe der dreischiffigen Hallenkirche sind sehr schmal, mit dem einschiffigen Chor hat die Kirche eine für die Bauart untypische Einheitlichkeit des Innenraumes. Das mittlere Chorfenster zeigt Christus als Weltenherrscher, flankiert von Luther und Melanchthon. Die anderen Fenster sind ornamental gestaltet. Die vier Evangelistensymbole zieren die Kanzel und die Fliesen des Chors. Die Plastiken des Altars zeigen vier Personen des Alten Testaments: Abel, Melchisedek, Isaak und Aaron.
Die Ausstattung des Bauwerkes ist weitgehend original erhalten. Bronzeglocken und Kupferleuchter wurden im Ersten Weltkrieg abgegeben. Die Glocken sind seitdem aus Stahlguss. Beim Umbau zum Martinszentrum wurden die Kirchenbänke an die Johanniskirche in Halle abgegeben. Die Kirche erhielt einen kubischen Einbau mit Funktionsräumen, Umkleideräumen für Sportunterricht, einem Musikraum und eine Bibliothek auf der Orgelempore.
Die beiden Pfarrhäuser sind ebenfalls schiefergedeckte Sandsteinbauten mit der Kirche entsprechender Ausstattung. Kirche und Pfarrhäuser wurden mit den Erfassungsnummern 094 60083 und 094 60700 in die Denkmalliste des Landes aufgenommen.

## Martinszentrum
Im Zuge einer Umnutzung wurde die Martinskirche Teil eines Zentrums mit evangelischer Grundschule als offene Ganztagsschule, Hort und Kindertageseinrichtung. Niedrige Holzbauten umgeben seit 2007 die Kirche an drei Seiten des Grundstücks. Die Höfe der Einrichtungen sind zur Kirche hin geöffnet, die mit Funktionsräumen und Bibliothek ein Teil des Gesamtkonzepts ist. Die Schule orientiert sich an den Prinzipien des Jenaplans. Gottesdienste finden auch weiterhin im Martinszentrum statt.

## Partnerschaften
Die Gemeinde pflegt seit 1985 eine Partnerschaft mit der Lutherkirche in Frankenthal (Pfalz) mit regelmäßigen Begegnungen von Erwachsenen und Jugendlichen. 1991 wurde diese um die Frankenthaler Partnergemeinde der reformierten (URC) St Andrew’s Church in Roundhay (Leeds) erweitert. Eine weitere Partnerschaft besteht seit 1986 mit der North Community Church in Marshfield Hills (Massachusetts), die zur United Church of Christ (UCC) gehört. Die Kontakte zur lutherischen Gemeinde Parafia Ewangelicki-Augsburska Zielona Góra in Polen sind weit weniger intensiv.